# 2018年匈牙利大奖赛
2018年匈牙利大獎賽（英語：2018 Hungaian Grand Prix），官方名稱為2018年一級方程式賽車勞力士匈牙利大獎賽（匈牙利語：Formula 1 Rolex Magyar Nagydíj 2018），是2018年7月29日舉辦於匈牙利的一場一級方程式賽車賽事。比賽在匈格羅寧賽道進行，總計70圈。這是2018年世界一級方程式錦標賽的第12場分站賽事，也是自1950年併入世界錦標賽後的第33屆匈牙利大獎賽。
上禮拜於德國大獎賽奪冠的梅賽德斯車手路易斯·漢米爾頓為車手積分領先者，與第二名的賽巴斯蒂安·維特爾有17分差距。前者在匈牙利大獎賽拿過五次分站冠軍，後者得過兩次並且是衛冕冠軍。車隊積分榜方面，第一名為梅賽德斯車隊，領先第二名的法拉利車隊8分。

## 賽事簡報

### 輪胎
| 乾地用胎 | 乾地用胎 | 乾地用胎 | 濕地用胎 | 濕地用胎 |
| -------- | -------- | -------- | -------- | -------- |
| 極軟胎   | 軟胎     | 中性胎   | 半雨胎   | 全雨胎   |

### 練習賽
第一段自由練習，被認為在匈牙利具一定優勢的紅牛車隊有著不錯的表現，丹尼爾·里卡多用軟胎做出最速圈，法拉利車手賽巴斯蒂安·維特爾以0.079秒的差距排在第二，不過他使用的是極軟胎。另一位紅牛車手馬克斯·維斯塔潘也僅落後0.088秒，排名第三。
第二段自由練習，賽巴斯蒂安·維特爾做出1分16秒834的最快成績，兩輛紅牛賽車位居二、三位，奇米·雷克南第四。上一場比賽拿下包攬頭兩名的梅賽德斯車隊在匈牙利的練習則略顯掙扎，與第一名的維特爾差距有0.7秒以上。
第三段自由練習，維特爾仍是最速，成績是1分16秒170，同隊的雷克南排名第三。揮別前一天的黯淡，梅賽德斯車隊在週六的練習表現不俗，維爾特利·鮑達斯排名第二，僅落後0.059秒，漢米爾頓第四，不過兩位車手都在第六彎出現打滑的現象。紅牛車隊在本階段則表現平平，排在第五及第六位。

### 排位賽
不同於練習賽時的正常天氣，排位賽是在小雨中開始進行，車手們紛紛以半雨胎先行出站。隨著賽道狀況好轉，紛紛改為極軟胎，除了丹尼爾·里卡多是軟胎。第一階段結束，賽巴斯蒂安·維特爾以1分16秒666領先，第二名為馬克斯·維斯塔潘，落後0.274秒。用軟胎進行圈速的里卡多僅在第十二位。印度威力兩輛賽車皆被淘汰，斯托弗·范多恩、夏爾·勒克萊爾，跟謝爾蓋·希洛金也都在第一階段出局。
第二階段，眾多車手使用超軟胎出場，唯獨維特爾使用半雨胎，雨勢也在Q2開始時降臨，使用乾胎的選手不得不進站再換胎，而維特爾率先做出1分28秒636的時間，也在此階段排名第一。天氣狀況越來越惡化，威廉斯車手蘭斯·斯托爾因打滑損失他的前翼，在本階段沒有做出成績。其他無法進入第三階段的車手有費爾南多·阿隆索、尼可·賀根堡，以及马库斯·埃里克松。紅牛車手丹尼爾·里卡多僅在第十二位，也遭到淘汰。
第三階段，天氣仍沒有好轉，車手們全部都以藍色的全雨胎應戰，梅賽德斯車手路易斯·漢米爾頓最終以1分35秒658的成績奪下生涯第77次桿位，優於隊友維爾特利·鮑達斯0.260秒。法拉利位居三、四位，奇米·雷克南第三，不過芬蘭車手表示有一輛哈斯賽車使他無法在最後時刻衝擊桿位。雷諾車手小卡洛斯·塞恩斯排在第五，成為賓士與法拉利之外，表現最好的車手。紅牛二隊在這次的雨天排位表現優異，分別在第六及第八位，是他們今年最佳排位成績。

### 正賽
星期日的正賽，布達佩斯外的郊區艷陽高照，70圈的匈牙利大獎賽在高溫中起跑，梅賽德斯車手維爾特利·鮑達斯隨即面對兩輛法拉利賽車的進攻，不過賓士賽車仍堅守前兩名的位置，倒是後面的賽巴斯蒂安·維特爾超越隊友奇米·雷克南，上到第三位，紅牛車手馬克斯·維斯塔潘也迅速的上到第五，不料在第6圈時，維斯塔潘卻遭遇動力流失的問題，只能黯然的將RB14停止在賽道旁，紅牛賽車的退賽也浮現了車隊與引擎供應商雷諾的緊張關係。另一位紅牛選手丹尼爾·里卡多在起跑時就遭遇薩伯的马库斯·埃里克松的擦碰，所幸賽車並無受損，在第27圈，里卡多就爬升到第五位。
第15圈雷克南率先進站，下一圈對手鮑達斯也跟進，領先的路易斯·漢米爾頓則是在第26圈才換胎，此後領先者為使用軟胎的維特爾。第39圈，雷克南第二次進站，第40圈維特爾也進行第一次換胎，但是他在維修區花費了4.2秒，出來是排在鮑達斯後方，第45圈里卡多也從軟胎更換為極軟胎，此時排名仍是賓士在前、法拉利在後，第五是紅牛賽車。第51圈，在積分圈內的比利時車手斯托弗·范多恩因變速箱問題退賽。
第65圈，維特爾在第二彎超越鮑達斯，兩車在過程中有小碰撞，雷克南也藉機超越，鮑達斯落到第四位。使用軟胎超過50圈的梅賽德斯車手繼續遭遇挑戰，第68圈的第一彎，里卡多與鮑達斯也發生碰撞，之後梅賽德斯下達指令要鮑達斯讓位，里卡多上到第四名。最終，漢米爾頓順利拿下冠軍，這是他在匈牙利的第六座冠軍。兩輛法拉利在二、三名，皆站上頒獎台，四、五名沒有變動，六至十位為皮埃爾·蓋斯利、凱文·馬格努森、37歲生日的費爾南多·阿隆索、小卡洛斯·塞恩斯跟羅曼·格羅斯讓。里卡多被票選為當日最佳車手；積分競爭方面，路易斯·漢米爾頓在季中以24分領先賽巴斯蒂安·維特爾。

### 賽後
維爾特利·鮑達斯與丹尼爾·里卡多的碰撞在賽後遭到調查，最終鮑達斯被判罰十秒加時，不過並未對排名造成影響。梅賽德斯老闆托托·沃爾夫表示鮑達斯配的上頒獎台並且對隊友路易斯·漢米爾頓來說是相當好的僚機，不過僅得第五的這位芬蘭選手對僚機一詞感到難過，並認為這場比賽中他看不到任何積極的因素在他身上。

## 賽事結果

### 排位賽成績
| 名次               | 車號 | 車手              | 車隊              | 排位賽時間 | 排位賽時間 | 排位賽時間 | 發車位 |
| 名次               | 車號 | 車手              | 車隊              | 第一階段   | 第二階段   | 第三階段   | 發車位 |
| ------------------ | ---- | ----------------- | ----------------- | ---------- | ---------- | ---------- | ------ |
| 1                  | 44   | 路易斯·漢米爾頓   | 梅賽德斯          | 1:17.491   | 1:31.242   | 1:35.658   | 1      |
| 2                  | 77   | 維爾特利·鮑達斯   | 梅賽德斯          | 1:17.123   | 1:32.081   | 1:35.918   | 2      |
| 3                  | 7    | 奇米·雷克南       | 法拉利            | 1:17.526   | 1:32.762   | 1:36.186   | 3      |
| 4                  | 5    | 賽巴斯蒂安·維特爾 | 法拉利            | 1:16.666   | 1:28.636   | 1:36.210   | 4      |
| 5                  | 55   | 小卡洛斯·塞恩斯   | 雷諾              | 1:17.829   | 1:30.771   | 1:36.743   | 5      |
| 6                  | 10   | 皮埃爾·蓋斯利     | 紅牛二隊-本田     | 1:18.577   | 1:31.286   | 1:37.591   | 6      |
| 7                  | 33   | 馬克斯·維斯塔潘   | 紅牛-豪雅         | 1:16.940   | 1:31.178   | 1:38.032   | 7      |
| 8                  | 28   | 布蘭登·哈特利     | 紅牛二隊-本田     | 1:18.492   | 1:32.590   | 1:38.128   | 8      |
| 9                  | 20   | 凱文·馬格努森     | 哈斯-法拉利       | 1:18.314   | 1:32.968   | 1:39.858   | 9      |
| 10                 | 8    | 羅曼·格羅斯讓     | 哈斯-法拉利       | 1:17.901   | 1:33.650   | 1:40.593   | 10     |
| 11                 | 14   | 費爾南多·阿隆索   | 麥拉倫-雷諾       | 1:18.208   | 1:35.214   |            | 11     |
| 12                 | 3    | 丹尼爾·里卡多     | 紅牛-豪雅         | 1:18.540   | 1:36.442   |            | 12     |
| 13                 | 27   | 尼可·賀根堡       | 雷諾              | 1:17.905   | 1:36.506   |            | 13     |
| 14                 | 9    | 马库斯·埃里克松   | 薩伯-法拉利       | 1:18.641   | 1:37.075   |            | 14     |
| 15                 | 18   | 蘭斯·斯托爾       | 威廉斯-梅賽德斯   | 1:18.560   | 未做時間   |            | PL1    |
| 16                 | 2    | 斯托弗·范多恩     | 麥拉倫-雷諾       | 1:18.782   |            |            | 15     |
| 17                 | 16   | 夏爾·勒克萊爾     | 薩伯-法拉利       | 1:18.817   |            |            | 16     |
| 18                 | 31   | 埃斯特班·奧康     | 印度威力-梅賽德斯 | 1:19142    |            |            | 17     |
| 19                 | 11   | 塞吉歐·培瑞茲     | 印度威力-梅賽德斯 | 1:19.200   |            |            | 18     |
| 20                 | 35   | 謝爾蓋·希洛金     | 威廉斯-梅賽德斯   | 1:19.301   |            |            | 19     |
| 107%時間：1:22.032 |      |                   |                   |            |            |            |        |
| 來源：             |      |                   |                   |            |            |            |        |

註記：
- ^1  – 蘭斯·斯托爾因為更換前翼，依規定要從維修區起跑。[19]

### 正賽成績
| 名次   | 車號 | 車手              | 車隊              | 圈數 | 時間/退賽   | 發車位 | 積分 |
| ------ | ---- | ----------------- | ----------------- | ---- | ----------- | ------ | ---- |
| 1      | 44   | 路易斯·漢米爾頓   | 梅賽德斯          | 70   | 1:37:16.427 | 1      | 25   |
| 2      | 5    | 賽巴斯蒂安·維特爾 | 法拉利            | 70   | +17.123     | 4      | 18   |
| 3      | 7    | 奇米·雷克南       | 法拉利            | 70   | +20.101     | 3      | 15   |
| 4      | 3    | 丹尼爾·里卡多     | 紅牛-豪雅         | 70   | +46.419     | 14     | 12   |
| 5      | 77   | 維爾特利·鮑達斯   | 梅賽德斯          | 70   | +1:00.0001  | 2      | 10   |
| 6      | 10   | 皮埃爾·蓋斯利     | 紅牛二隊-本田     | 70   | +1:13.273   | 6      | 8    |
| 7      | 20   | 凱文·馬格努森     | 哈斯-法拉利       | 69   | +1圈        | 9      | 6    |
| 8      | 14   | 費爾南多·阿隆索   | 麥拉倫-雷諾       | 69   | +1圈        | 11     | 4    |
| 9      | 55   | 小卡洛斯·塞恩斯   | 雷諾              | 69   | +1圈        | 5      | 2    |
| 10     | 8    | 羅曼·格羅斯讓     | 哈斯-法拉利       | 69   | +1圈        | 10     | 1    |
| 11     | 28   | 布蘭登·哈特利     | 紅牛二隊-本田     | 69   | +1圈        | 8      |      |
| 12     | 27   | 尼可·賀根堡       | 雷諾              | 69   | +1圈        | 13     |      |
| 13     | 31   | 埃斯特班·奧康     | 印度威力-梅賽德斯 | 69   | +1圈        | 17     |      |
| 14     | 11   | 塞吉歐·培瑞茲     | 印度威力-梅賽德斯 | 69   | +1圈        | 18     |      |
| 15     | 9    | 马库斯·埃里克松   | 薩伯-法拉利       | 68   | +2圈        | 14     |      |
| 16     | 35   | 謝爾蓋·希洛金     | 威廉斯-梅賽德斯   | 68   | +2圈        | 19     |      |
| 17     | 18   | 蘭斯·斯托爾       | 威廉斯-梅賽德斯   | 68   | +2圈        | PL     |      |
| Ret    | 2    | 斯托弗·范多恩     | 麥拉倫-雷諾       | 49   | 變速箱      | 15     |      |
| Ret    | 33   | 馬克斯·維斯塔潘   | 紅牛-豪雅         | 5    | 動力單元    | 7      |      |
| Ret    | 16   | 夏爾·勒克萊爾     | 薩伯-法拉利       | 0    | 懸吊        | 16     |      |
| 來源： |      |                   |                   |      |             |        |      |

註記：
- ^1  – 維爾特利·鮑達斯因為與丹尼爾·里卡多發生碰撞，遭加罰十秒。

### 賽後排名
|  | 名次 | 車手              | 積分 |
|  | ---- | ----------------- | ---- |
|  | 1    | 路易斯·漢米爾頓   | 213  |
|  | 2    | 賽巴斯蒂安·維特爾 | 189  |
|  | 3    | 奇米·雷克南       | 146  |
|  | 4    | 維爾特利·鮑達斯   | 132  |
|  | 5    | 丹尼爾·里卡多     | 118  |

|   | 名次 | 車隊        | 積分 |
| - | ---- | ----------- | ---- |
|   | 1    | 梅賽德斯    | 345  |
|   | 2    | 法拉利      | 335  |
|   | 3    | 紅牛-豪雅   | 223  |
|   | 4    | 雷諾        | 82   |
| 1 | 5    | 哈斯-法拉利 | 66   |

- 註記：僅列出前五名。

## 外部連結
| 上一場： 2018年德國大獎賽   | 2018年世界一级方程式锦标赛 | 下一場： 2018年比利時大獎賽 |
| 上一屆： 2017年匈牙利大獎賽 | 匈牙利大獎賽               | 下一屆： 2019年匈牙利大獎賽 |